# Recordare
Recordare (łac. „pamiętać”) – żałobny utwór orkiestralny Lukasa Fossa, skomponowany w 1948 dla uczczenia Mahatmy Gandhiego. Kompozytor rozpoczął pracę nad dziełem w dniu śmierci Gandhiego 30 stycznia 1948 i nadał mu formę elegii w tonalnym stylu neoklasycystycznym. 
Światowa premiera dzieła odbyła się 31 grudnia 1948 w Bostonie, w wykonaniu  Bostońskiej Orkiestry Symfonicznej pod dyrekcją Siergieja Kusewickiego. Premiera nowojorska miała miejsce 2 tygodnie później (12 stycznia 1949) w Carnegie Hall, również z Bostońską Orkiestrą Symfoniczną, lecz tym razem pod dyrekcją kompozytora.
Temat główny kompozycji, podany na początku przez klarnet, przewija się przez cały 3-częściowy utwór, zmieniając w poszczególnych częściach swoje tempo i barwę brzmienia. Części pierwsza i ostatnia są powolne, żałobne, o dominującej ciemnej barwie i posępnym nastroju. Część druga jest zdecydowanie szybsza, jaśniejsza w brzmieniu, z pogodnym motywem przeplatanym natrętnie powracającym tematem głównym – co wywołuje skojarzenie z miłym wspomnieniem przerywanym wzburzeniem i rozpaczą.
Utwór został skomponowany na zespół orkiestralny złożony z instrumentów dętych drewnianych (2 flety, flet piccolo, 2 oboje, rożek angielski, 2 klarnety Es, klarnet basowy, dwa fagoty i kontrafagot), dętych blaszanych (4 waltornie, 3 trąbki, 3 puzony i tuba), kotłów, perkusji, harfy, fortepianu, czelesty oraz instrumentów smyczkowych (skrzypce, altówka, wiolonczela, kontrabas).